# Списък на принцовете на Салерно
Това е списък на принцовете, които управляват Княжество Салерно.
- 840–851 Сиконулф
- 851–853 Сико II
- 853 Петър
- 853–861 Адемар
- 861–880 Гвефер
- 880–900 Гвемар I
- 900–946 Гвемар II
- 946–978 Гизулф I
  - 973 Ландулф (Конца), в опозиция
- 978–981 Пандулф I Желязната Глава, упр. и Беневенто–Капуа (от 961) и Сполето (от 967)
- 981 Пандулф II
- 981–983 Мансо, също и Херцогство Амалфи (966–1004)
- 981–983 Йоан I, син, съупр. с Мансо
- 983–994 Йоан II
- 994–1027 Гвемар III
- 1027–1052 Гвемар IV, управлява и Амалфи (1039–1043), Гаета (1040–1041), и Капуа (1038–1047)
  - 1052 Пандулф (III), узурпатор
- 1052–1077 Гизулф II, управлява и Амалфи (1088–1089)

От 1077 г. Робер Гискар контролира Салерно.